# Adolf Juzwenko

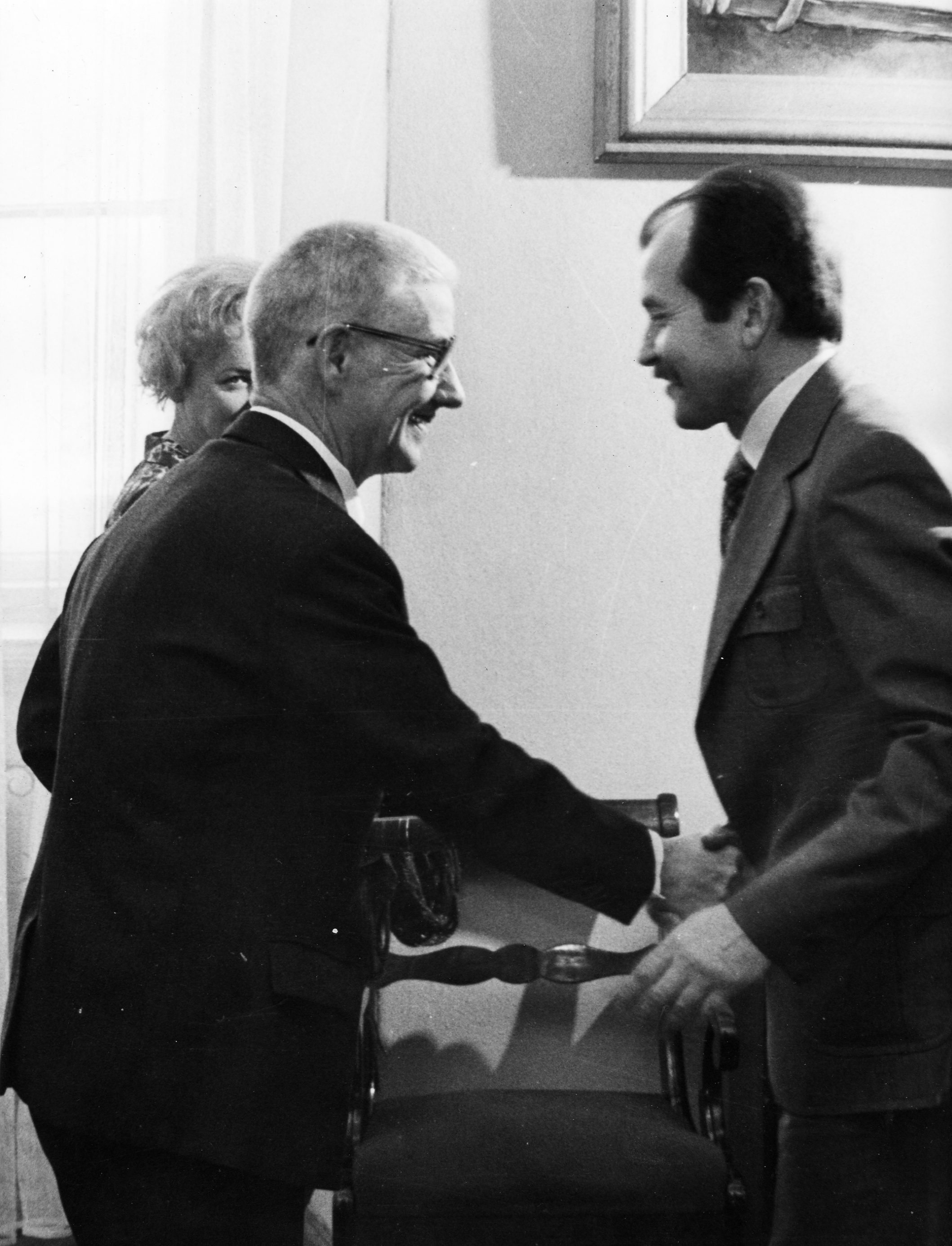
Adolf Juzwenko (po prawej)
i prof. Zieliński, 1981

Adolf Juzwenko (ur. 7 marca 1939 w Lisowcach) – polski historyk, doktor nauk humanistycznych, w latach 1990–2022 dyrektor Biblioteki Ossolineum, następnie Zakładu Narodowego im. Ossolińskich we Wrocławiu. Jest autorem prac naukowych i innych publikacji, szczególnie na temat stosunków polsko-rosyjskich.

## Życiorys
Urodzony 7 marca 1939 w Lisowcach na zachodnim Podolu na Kresach Wschodnich (obecnie w rejonie zaleszczyckim obwodu tarnopolskiego, Ukraina). Po wojnie, w wyniku zmiany granic, wraz z rodzicami, przyjechał w 1946 na Ziemie Zachodnie i zamieszkał na wsi pod Sobótką; do Wrocławia przeprowadził się natomiast w 1956 roku. Studiował historię na Uniwersytecie Wrocławskim, gdzie doktoryzował się u prof. Henryka Zielińskiego. W latach 1961–1990, jako pracownik naukowo-dydaktyczny Instytutu Historycznego, specjalizował się w dziejach polskiego ruchu niepodległościowego, zajmował się też historią Rosji i stosunkami polsko-rosyjskimi w XIX i XX wieku.
Działacz opozycji demokratycznej od lat 70. prowadził wykłady, odczyty i prelekcje tak w ramach Wrocławskich Czwartków Naukowych Wrocławskiego Towarzystwa Naukowego, jak również w Klubach Inteligencji Katolickiej i Wszechnicach „Solidarności”. Działacz i doradca NSZZ „Solidarność”, przewodniczący delegacji Zarządu Regionu Dolny Śląsk na I Krajowy Zjazd „Solidarności” (jesień 1981).
Przed wyborami do Sejmu kontraktowego wyznaczonymi na 4 czerwca 1989, w kwietniu powołany przez Związek na przewodniczącego Wrocławskiego Komitetu Obywatelskiego „Solidarność”; funkcję tę pełnił do września 1989.
W 1990 powierzono mu funkcję dyrektora Biblioteki Zakładu Narodowego im. Ossolińskich PAN. Dzięki m.in. jego zabiegom 5 stycznia 1995 Sejm przyjął uchwałę nadającą Zakładowi Narodowemu im. Ossolińskich status fundacji prawa publicznego. Rada Kuratorów Ossolineum powierzyła mu w tym samym roku stanowisko dyrektora Zakładu im. Ossolińskich, które pełni do dziś. W styczniu 2007 Senat Uniwersytetu Wrocławskiego uhonorował Adolfa Juzwenkę – „za konsekwencję działania i perspektywiczność myślenia” oraz za doprowadzenie do restytucji fundacji – Złotym Medalem Uniwersytetu Wrocławskiego.
W 1999 Juzwenko wynegocjował z braćmi Janem i Pawłem Tarnowskimi, właścicielami oryginalnego rękopisu Pana Tadeusza Adama Mickiewicza, cenę 200 000 USD za to dzieło – 1/3 szacowanej wówczas jego wartości. Kwotę tę zapłaciło miasto, a rękopis przechowywany jest w skarbcu Biblioteki Ossolineum. Z inicjatywy dyrektora Juzwenki i prezydenta miasta w 2016 powstało we Wrocławiu Muzeum „Pana Tadeusza”.
Od 1994 jest członkiem Polsko-Ukraińskiej Komisji do spraw Wspólnego Dziedzictwa Kulturalnego, a od 2001 przewodniczącym Rady Kolegium Europy Wschodniej im. Jana Nowaka-Jeziorańskiego we Wrocławiu. W 2005 był członkiem Honorowego Komitetu Poparcia Lecha Kaczyńskiego w wyborach prezydenckich. W 2008 przystąpił do stowarzyszenia Dolny Śląsk XXI. Od 2009 członek Społecznego Komitetu Odnowy Zabytków Krakowa (SKOZK). Jest także członkiem Stowarzyszenia Pracowników, Współpracowników i Przyjaciół Rozgłośni Polskiej Radia Wolna Europa Imienia Jana Nowaka-Jeziorańskiego.
18 stycznia 2016 zasiadł w Radzie Ochrony Pamięci Walk i Męczeństwa. 
Został członkiem jury Nagrody Historycznej im. Kazimierza Moczarskiego.
29 kwietnia 2022 złożył na ręce Rady Kuratorów Ossolineum rezygnację ze stanowiska dyrektora. Rezygnacja ta została przyjęta, a Rada równocześnie wydała jednomyślną rekomendację na to stanowisko dr. Łukaszowi Kamińskiemu.

## Nagrody i odznaczenia
W 1989 został odznaczony przez prezydenta RP na uchodźstwie Krzyżem Kawalerskim Orderu Odrodzenia Polski. W 1993 otrzymał Złoty Krzyż Zasługi. W listopadzie 2007 otrzymał Złoty Medal „Zasłużony Kulturze Gloria Artis”. W 2006 otrzymał Krzyż Oficerski Orderu Odrodzenia Polski. Postanowieniem Prezydenta RP z dnia 30 czerwca 2009 za wybitne zasługi w propagowaniu wiedzy o wspólnym dziedzictwie historycznym narodów tworzących Rzeczpospolitą Obojga Narodów został odznaczony Krzyżem Komandorskim Orderu Odrodzenia Polski. W 2016 Rada Miejska Wrocławia przyznała mu tytuł Honorowego Obywatela Wrocławia W 2018 został laureatem Nagrody „Rzeczpospolitej” im. Jerzego Giedroycia. W 2022 otrzymał Krzyż Komandorski z Gwiazdą Orderu Odrodzenia Polski.
W 2019 r. otrzymał Nagrodę PAU im. Erazma i Anny Jerzmanowskich.
11 listopada został odznaczony Gwiazdą Orderu Odrodzenia Polski przez Prezydenta RP Andrzeja Dudę.

## Dzieła wybrane
- Adolf Juzwenko, Polska a „biała” Rosja, Warszawa 1973
- Adolf Juzwenko (red.), Rocznik Wrocławski, tomy od 1 do 9, wyd. Towarzystwo Przyjaciół Ossolineum, Wrocław, od 1994 do 2004, tom 9: ISBN 83-7095-073-6.
- Paweł Kowal, Jan Ołdakowski, Monika Zuchniak (red.); Adolf Juzwenko (autor wstępu), Nie jesteśmy ukrainofilami. Polska myśl polityczna wobec Ukraińców i Ukrainy, wyd. Kolegium Europy Wschodniej, Wrocław 2002, ISBN 83-89185-00-8.
- Jan Miodek, Adolf Juzwenko, Między teatrem a literaturą, wyd. Ossolineum, Wrocław 2004, ISBN 83-7095-071-X.
- Antoni Kuczyński, Adolf Juzwenko, Krystyn Matwijowski, Wrocławskie Studia Wschodnie 8 (2004), wyd. Wydawnictwo Uniwersytetu Wrocławskiego, Wrocław 2004, ISSN 1429-4168, AUW 2679
- Antoni Kuczyński, Adolf Juzwenko, Krystyn Matwijowski, Wrocławskie Studia Wschodnie 9 (2005), wyd. Wydawnictwo Uniwersytetu Wrocławskiego, Wrocław 2005, ISSN 1429-4168, AUW 2829